# Caersws FC
Caersws FC este o echipă de fotbal din Caersws, Țara Galilor.